# Rosais
Rosais es una freguesia portuguesa perteneciente al municipio de Velas, situado en la isla de São Jorge, Región Autónoma de Azores. Posee un área de 24,44 km² y una población total de 820 habitantes (2001). La densidad poblacional asciende a 33,6 hab/km². Se encuentra a una latitud de ºN y una longitud ºO. 